# Clodoveo III
Clodoveo III (670 circa – dopo il 676) è stato un re franco della dinastia dei merovingi: dopo essere stato designato re dei Franchi, regnò sull'Austrasia dal 675 al 676.

## Origini
Viene comunemente considerato presunto figlio illegittimo di Clotario III, ma sulla sua reale identità non ci sono certezze: alcuni lo ritengono figlio di Teodorico III, altri di Childerico II, per altri ancora non era neanche della schiatta dei merovingi.

## Biografia
Alla morte del (presunto) padre, Childerico II, nel 675, il precedente maggiordomo di palazzo Ebroino evaso dalla sua prigionia nel monastero di Luxovio, in Burgundia, dopo aver ucciso Leodosio, che lo aveva rimpiazzato come maggiordomo di Neustria, candidò il piccolo Clodoveo alla successione ai regni sia di Neustria che di Austrasia, dove fu accettato di buon grado dall'aristocrazia austrasiana che lo proclamò re; mentre in Neustria gli fu contrapposto Teodorico III.
Clodoveo morì o, molto più probabilmente, fu chiuso in convento, subito dopo l'acclamazione (676), per cui in Neustria, divenne re Teodorico III, con l'appoggio di Ebroino, ma per l'opposizione di Wulfoaldo, non in Austrasia: quindi a Teodorico III, andarono la Neustria e la Borgogna, ma il potere era nelle mani di Ebroino; l'Austrasia andò a Dagoberto II, che fu fatto tornare dal suo esilio irlandese, dopo che Clodoveo non era più re.

### Fonti primarie
- (LA)  Rerum Gallicarum et Francicarum Scriptores, tomus tertius.